# Metridia curticauda
Metridia curticauda är en kräftdjursart som beskrevs av Giesbrecht 1889. Metridia curticauda ingår i släktet Metridia och familjen Metridinidae. Inga underarter finns listade i Catalogue of Life.